# Cataulacus erinaceus
Cataulacus erinaceus é uma espécie de formiga do gênero Cataulacus, pertencente à subfamília Myrmicinae.